# Siro crassus
Espèce
Siro crassus est une espèce d'opilions cyphophthalmes de la famille des Sironidae.

## Distribution
Cette espèce est endémique de Slovénie. Elle se rencontre vers Velika Slavšina et Šega.

## Description
Le mâle holotype mesure 2,29 mm et la femelle paratype 2,48 mm, les mâles mesurent de 2,20 à 2,29 mm et les femelles de 2,40 à 2,61 mm.

## Publication originale
- Novak & Giribet, 2006 : « A new species of Cyphophthalmi (Arachnida, Opiliones, Sironidae) from Eastern Slovenia. » Zootaxa, no 1330, p. 27-42 (texte intégral).